# Gelting Birk
Gelting Birk (dansk) eller Geltinger Birk (tysk) er navnet på en landtunge (halvø) og et naturreservat ved Flensborg Fjord i det nordøstlige Angel i Sydslesvig. Det naturfredede område ligger for største del i Nyby Kommune tæt ved byen Gelting. Halvøen består af små bøgeskove, klitter, saltenge, mose- og hedeområder. Gelting Birks samlede areal er på cirka 770 ha. Området har været fredet siden 1934.
Området blev frem til 1652 kaldt Birkeøen. Det antages at området tidligere var en ø. Stednavnet er sammensat af birk og ø. Den nordligste punkt kaldes for Birknakke. Gelting Birk var tidligere også navnet på et større birk under Gelting gods. Et birk var en selvstændig dansk retskreds ved siden af herredstinget. De første birker var kongelige, men efterhånden oprettede også kirken og adelen birker. Halvøens nuværende form opstod i 1821, hvor der blev opført diger omkring store dele af det Store Nor. Indtil da bestod området af en smal landtange mellem fiskerbyen Fovlshoved (tysk Falshöft) og den tilhørende ø Bæverø (tysk Beveroe).
Området består i dag af den Store Lagune (tidligere en del af Gelting Nor), Bæverø (Beveroe, tidligere en selvstændig ø), halvøens spids Birknakke (Birknack) og den tidligere landtange ved Fovlshoved.
Den sydslesvigske halvø er i dag af stor betydning som rasteplads for gennemtrækkende og overvintrende fugle. Hvert år observeres her cirka 170 fuglearter. Især i efterårsmånederne kan her iagttages vandfugletræk. Strandtidsel og strandkål er to af de mange sjældne blomster, som har fundet et fristed i natureservatet. I marts 2002 blev der på store dele af halvøen sat polske vildheste (konikheste) ud. Den første gruppe bestod af en hingst og ti hopper. Dyrene skal danne grundstammen for cirka 100 dyr. Hestene blev plejet af foreningen Wildpferde Geltinger Birk (på dansk Vildheste Gelting Birk). Fra denne truede dyrrace lever også en lille bestand i det nederlandske polderområde. Ved siden af hestene lever der også cirka 250 højlandskvæg på halvøen. Forfædrene til disse kvæg blev importeret direkte fra Skotland.
Gelting Birks vartegn er vindmøllen Charlotte. Den restaurerede stråtækte hollændermølle stammer fra 1824. Naturreservatet Gelting Birk er udpeget som Natura 2000-område. Natura 2000-områder er internationale naturbeskyttelsesområder udpeget af EU.
Hvert år besøger op til 80.000 turister området. Lokale Miljøforeninger og Nyby Kommune har oprettet et informationscentrum (Integrierte Station Geltinger Birk), hvor der fortælles historien bag birket. Naturreservatet arrangerer guidede ture i højsæsonen.

## Eksterne links
- Wikimedia Commons har flere filer relateret til Gelting Birk
- Tysk naturbeskyttelsesforbund om Gelting Birk
- Nyby Kommune om Gelting Birk Arkiveret 11. juni 2010 hos  Wayback Machine